# Сергеј Макаров
Сергеј Александрович Макаров (рус. Сергей Александрович Макаров; Подољск, 19. март 1973) руски је атлетичар чија је специјалност бацање копља. Син је Александра Макарова, освајача сребрне медаље у бацању копља на Олимпијским играма 1980. одржаним у Москви.
Бивши је светски првак и двоструки освајач бронзане медаље на Олимпијским играма 2000. у Сиднеју и 2004. у Атини.
Лични рекорд му је даљина од 92,61 метра постигнут 2002. године у Шефилду. Од осталих резултата, има освојено прво место на Играма добре воље 1998. и једно прво (2003), те два трећа места (2004. и 2005) са светских атлетских финала.
Ожењен је са Оксаном Овчињиковом, бившом руском репрезентативком у бацању копља.
Макаров је учествовао и на Олимпијским играма 2008. у Пекингу и Светским првенствима 2007. у Осаки и 2009. у Берлину, али није успео да прође квалификације. 

## Значајнији резултати
| Год. | Такмичење               | Место                | Пл. | Рез.  |
| ---- | ----------------------- | -------------------- | --- | ----- |
| 1996 | Олимпијске игре         | Атланта, САД         | 6   | 65,30 |
| 1997 | Светско првенство       | Атина, Грчка         | 5   | 86,32 |
| 1998 | Европско првенство      | Будимпешта, Мађарска | 4   | /     |
| 1998 | Игре добре воље         | Њујорк, САД          | 1   |       |
| 1999 | Светско првенство       | Севиља, Шпанија      | 9   | 83,20 |
| 2000 | Олимпијске игре         | Сиднеј, Аустралија   | 3   | 88,67 |
| 2001 | Светско првенство       | Едмонтон, Канада     | 7   | 83,64 |
| 2002 | Европско првенство      | Минхен, Немачка      | 2   | /     |
| 2003 | Светско првенство       | Париз, Француска     | 1   | 85,44 |
| 2003 | Светско атлетско финале | Монте Карло, Монако  | 1   | 85,66 |
| 2004 | Олимпијске игре         | Атина, Грчка         | 3   | 84,84 |
| 2004 | Светско атлетско финале | Монте Карло, Монако  | 4   | 80,34 |
| 2005 | Светско првенство       | Хелсинки, Финска     | 3   | 83,54 |
| 2005 | Светско атлетско финале | Монте Карло, Монако  | 3   | 86,69 |